# Marta Ferrer Solà
(Vic, 1959) infermera catalana, doctora en Ciències infermeres per la Universitat de Vic. Especialista en l'atenció a persones amb ferides complexes. Infermera de pràctica avançada. Ha estat guardonada amb el Premi Salut d'Osona 2018.

## Biografia
Estudia infermería a l'Escola d'Osona, iniciant els estudis l'any 1979 i en els períodes de vacances va anar a treballar com auxiliar d'infermeria a l'Hospital Universitari Vall d'Hebron. Quan acaba els seus estudis s'incorpora com a infermera a la Quinta de Salut l'Aliança, de Vic treballant a pediatria i tocoginecologia. En un moment determinat l'hospital va iniciar unes obres de remodelació i els malalts d'oncologia i pal·liatius els van ubicar a la seva unitat, va ser en prestar atenció a aquests malalts que es planteja formar-se en l'àmbit de cures pal·liatives. La criden de l'Hospital de la Santa Creu, que era l'hospital d'aguts de referència, per muntar la unitat de pal·liatius, accepta el repte i aquesta unitat va esdevenir la primera que hi va haver en el territori espanyol. 
Va ser durant vint-i-cinc anys, directora d'infermeria de l'Hospital de la Santa Creu, compaginant la gestió amb l'assistència dins de l'àmbit de la geriatria i, es va fer especialista en ferides complexes, que segons la Unitat Clínica de ferides de l'hospital que creà el 2024 són aquelles de gran mida, o amb molts símptomes, o que poden tenir greus repercussions en la salut del pacient o que tinguin recidives o que presentin una llarga durada.

## Formació i Recerca
Ha realitzat el Màster en Cures Pal·liatives (1999), el de Gestió Clínica dels Serveis d'Infermeria (2000), l'Especialitat en Pediatria (2007), el Postgrau en Geriatria (2012), l'Especialista en Geriatria (2013) i el Doctorat en el Programa en Salut, Benestar i Qualitat de Vida (2017). Forma part del Grupo Nacional para el Estudio y Asesoramiento de la Úlceras por Presión y Heridas Crónicas (GNEAUPP), que entre altres aspectes difon consells de tractament de les ferides.  I és membre del Grup de recerca consolidat en Reparació i regeneració cel·lular de la Universitat de Vic.   Presenta un elevat nombre d'articles i participació en estudis científics. El 2017 obté el grau de doctor amb la tesi Atenció a les ferides complexes en unitats clíniques de ferides.